# Saul Perlmutter
Saul Perlmutter (Champaign, 22 settembre 1959) è un fisico statunitense, vincitore del Premio Nobel per la Fisica nel 2011, insieme a Brian P. Schmidt e Adam Riess, per la scoperta riguardante l'accelerazione dell'espansione dell'universo attraverso lo studio delle supernove.
Saul Perlmutter è uno dei tre figli di Daniel D. Perlmutter, di famiglia aschenazita, professore emerito di chimica all'Università di Pennsylvania, e di Felice (Feige) D. Perlmutter (nata Davidson), professoressa emerita alla Temple University's School of Social Administration. Suo nonno materno, Samuel Davidson (1903–1989), ha emigrato in Canada (e in seguito con sua moglie Chaika Newman a New York) dalla Bessarabia nel 1919.

## Citazioni mediatiche
Saul Perlmutter viene scherzosamente preso in giro nella serie televisiva The Big Bang Theory, durante gli episodi 6 e 11 della quinta stagione, rispettivamente La rivelazione della rinite e La riproposizione del bullismo e nell’episodio 18 della dodicesima stagione La mobilitazione dei luminari

## Altri riconoscimenti
Nel 2006, l'Accademia Nazionale dei Lincei (Italia) gli ha conferito il Premio Internazionale Feltrinelli per i suoi meriti di studioso.